# 화경버섯
화경버섯(火鏡-, 학명: Omphalotus japonicus)은 주름버섯목 화경버섯과 화경버섯속에 속하는 독버섯의 일종으로, 한국을 비롯해 일본·중국·러시아 동부 등 동아시아에 두루 자생한다. 낮 동안에는 옅은 오렌지에서 갈색을 띠고 있지만, 야간에 녹색 형광빛으로 발광하는 특징을 지니고 있다. 생김새가 비슷한 표고버섯이나 느타리버섯 등 다수의 식용 버섯들과 혼동되지만, 독성을 함유하고 있어 섭취 시 몇 시간 동안 쓰라림과 구토, 설사를 유발하고, 눈앞에 나비가 날아다니는 듯한 환시 현상을 보이기도 하며, 과다섭취 시 사망에 이르기도 한다.